# ژان کلود ترامونت
ژان کلود ترامونت (انگلیسی: Jean-Claude Tramont) متولد (۵ مه ۱۹۳۰–۲۷ دسامبر ۱۹۹۶) یک نویسنده، تهیه‌کننده و کارگردان بلژیکی بود که به دلیل ازدواجش با نماینده معروف هالیوود سو سو منگرز و کارگردانی فیلم تمام طول شب (فیلم ۱۹۸۱) مشهور بود.

## فیلم‌شناسی
- چهارشنبه خاکستری (۱۹۷۳) - نویسنده
- نقطه کانونی (۱۹۷۷) - کارگردان، نویسنده
- تمام طول شب (۱۹۸۱) - کارگردان
- همان‌طور که سامرز می‌میرد (۱۹۸۶) (فیلم تلویزیونی) - کارگردان